# 沙兰德雷
沙兰德雷（法語：Chalindrey，法語發音：[ʃalɛ̃dʁɛ]），法国东北部城市，大东部大区上马恩省的一个市镇，隶属于朗格勒区，其市镇面积为20.03平方公里，2022年1月1日时人口数量为2,347人，在法国市镇中排名第4,613位。
沙兰德雷位于上马恩省东南部，是一个区域性的中心城市，法国铁路枢纽屈尔蒙-沙兰德雷站的部分区域位于其市镇范围内。

## 地名来源
“Chalindrey”一名的来源及含义均尚有待考证。在18世纪末以前，当地的官方名称拼写为“Challindrey”，19世纪初又曾写作“Chalendrey”。

## 历史

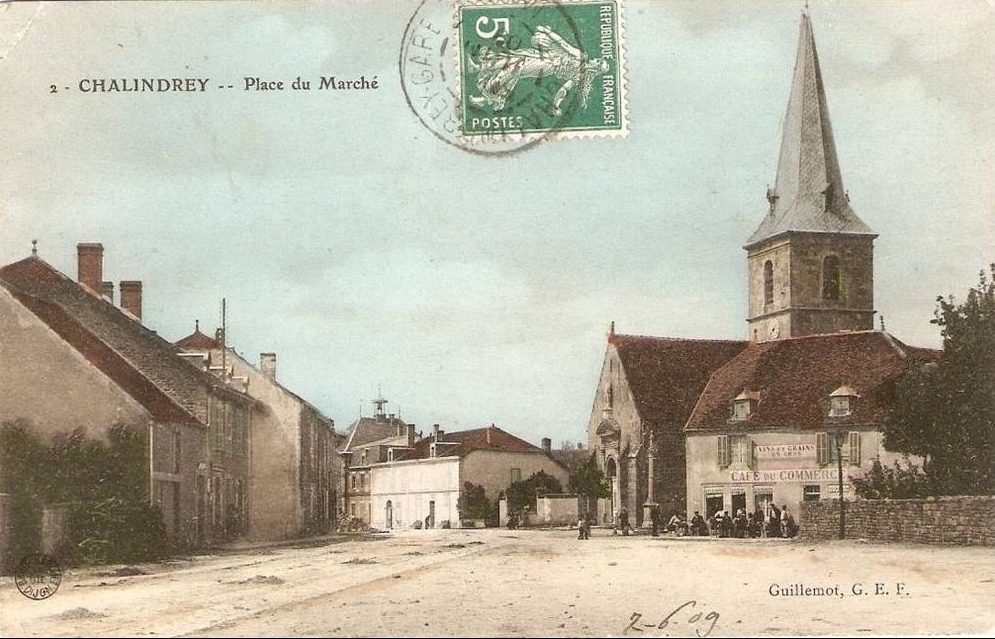
1909年的沙兰德雷

沙兰德雷的早期历史尚不清楚，该地曾发掘出一处高卢-罗马时期的道路遗址。中世纪时，沙兰德雷长期为一处普通农业聚落。法国大革命后，沙兰德雷成为上马恩省的一个市镇。工业革命期间，多条沙兰德雷连接的铁路相继建成通车，其交汇点屈尔蒙-沙兰德雷站成为法国东部的一个重要铁路枢纽，该车站的南侧部分以及调车场等设施位于沙兰德雷市镇范围内。铁路运输的发展使得人口数量逐年增加，当地形成了大型铁路工人社区。普法战争失败后，法军在沙兰德雷西郊修建了科涅洛堡。第一次世界大战期间，该城堡被拆除，一些军事设施被运送至前线战场。第二次世界大战期间，纳粹德军曾占领沙兰德雷，屈尔蒙-沙兰德雷火车站作为战略目标于1944年7月13日被盟军轰炸。自20世纪70年代以来，因铁路运输活动的减少，沙兰德雷人口数量有所下降。
在行政区划方面，沙兰德雷在1996至2016年间为沙兰德雷地区市镇公共社区的办公驻地。此外沙兰德雷1793在1801至年间以及自2014年起为沙兰德雷县的县治。

## 地理

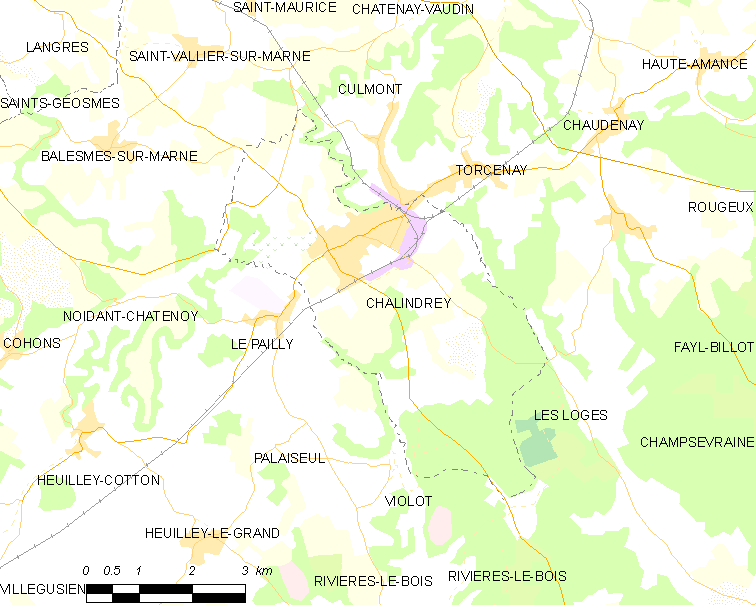
沙兰德雷市镇范围地图

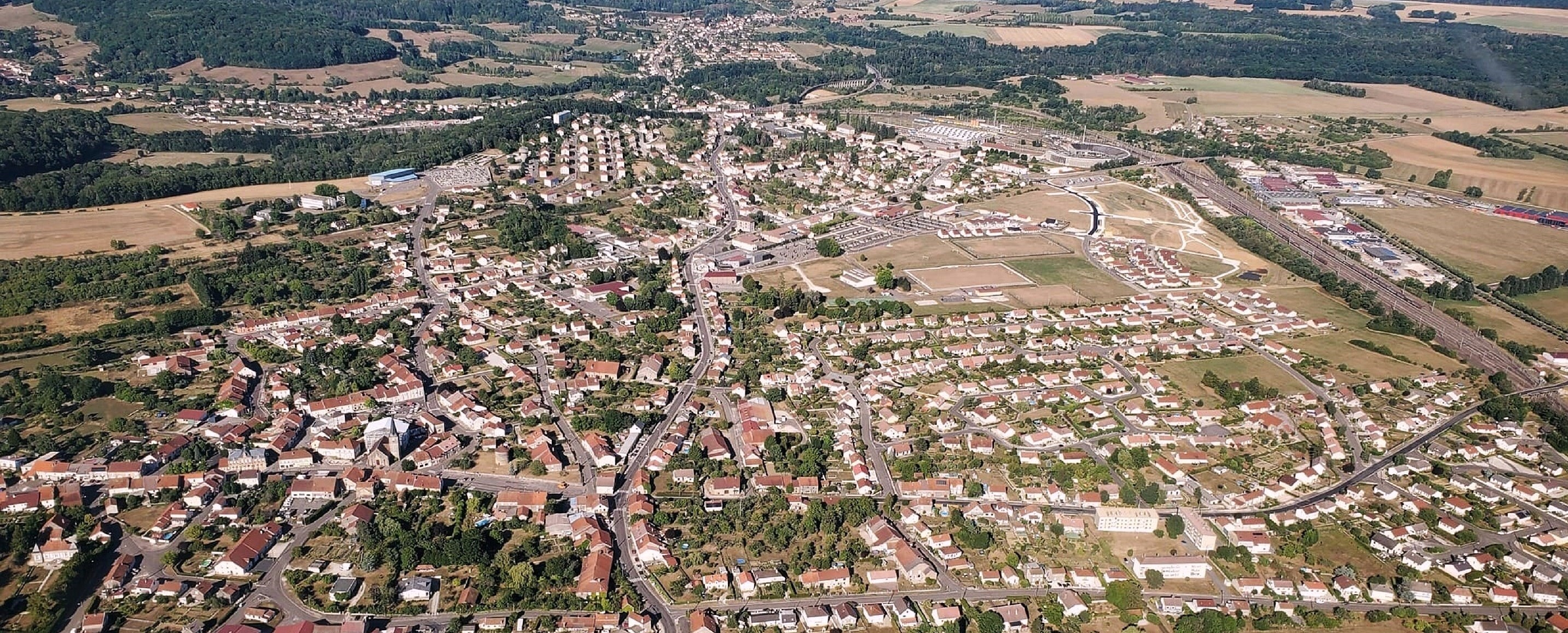
沙兰德雷航拍

沙兰德雷位于法国东北部，大东部大区南部和上马恩省南部偏东，距离省会肖蒙大约47公里。与沙兰德雷接壤的市镇包括：屈尔蒙、莱洛日、勒帕伊、圣若姆、马恩河畔圣瓦利耶、托尔瑟奈和维奥洛。

### 地形
沙兰德雷位于朗格勒高原腹地，境内以浅丘和丘陵为主，市镇中心位于一处地势较为平坦的平原地带，整体地势自东南向西北有所抬升，市区东部的希亚尔山（Mont Chiare）是一处平缓的小丘，此外部分区域起伏明显，全境海拔在274到471米之间。

### 水文
沙兰德雷位于罗讷河流域范围内，索隆河自北向东南流经市镇东界，另有杜埃溪（ruisseau du Douay）发源于沙兰德雷市镇范围内并向南流出市境。

### 植被
沙兰德雷属于温带阔叶混交林区，林地多分布于河流附近及坡地地带，比西耶尔莱贝尔蒙森林（Forêt Domaniale de Bussières-lès-Belmont）的部分区域位于沙兰德雷市镇范围内。
在鲜花城市的评比中，沙兰德雷被评为3星级鲜花城市。

### 气候
沙兰德雷在柯本气候分类法中属于带有大陆性气候特征的温带海洋性气候（Cfb）。

## 行政区划
沙兰德雷的市镇编号为52093，邮政编号为52600。
在行政管理方面，沙兰德雷隶属于法国大东部大区上马恩省朗格勒区；在地方选举方面，沙兰德雷是沙兰德雷县的中央投票站所在地，其市镇范围全境被划入上马恩省第一选区；在社会管理方面，沙兰德雷是萨瓦尔费尔市镇公共社区的组成部分。
截至2024年11月，沙兰德雷市镇范围内暂无任何城市敏感街区及城市政策优先街区。
法国国家统计与经济研究所（简称“INSEE”）在进行数据统计时，将沙兰德雷及相邻的另外2个市镇设为沙兰德雷城市核心区（Unité urbaine de Chalindrey），未将沙兰德雷划入任何城市区（Aire urbaine）。自2020年起，沙兰德雷被划入包含77个市镇的朗格勒城市辐射区。此外，INSEE还将沙兰德雷市镇整体看作一个“块区”（IRIS），以便于统计人口分布情况。

## 交通

### 公路
上马恩省省道D17线、D26线、D51线、D125c线和D136线在沙兰德雷境内交汇。大东部大区公共交通（商业名称为“Fluo”）下属的部分校车线路经停沙兰德雷，可通往周边部分市镇。
| 7 | 20 |

| 肖蒙 | 46 |

| 朗格勒 | 12 |

| 法伊比约 | 16 |

2021年，75.8%的沙兰德雷家庭拥有至少一辆私人汽车。2022年，沙兰德雷境内共发生各类交通事故2起，造成3人受伤。

### 铁路

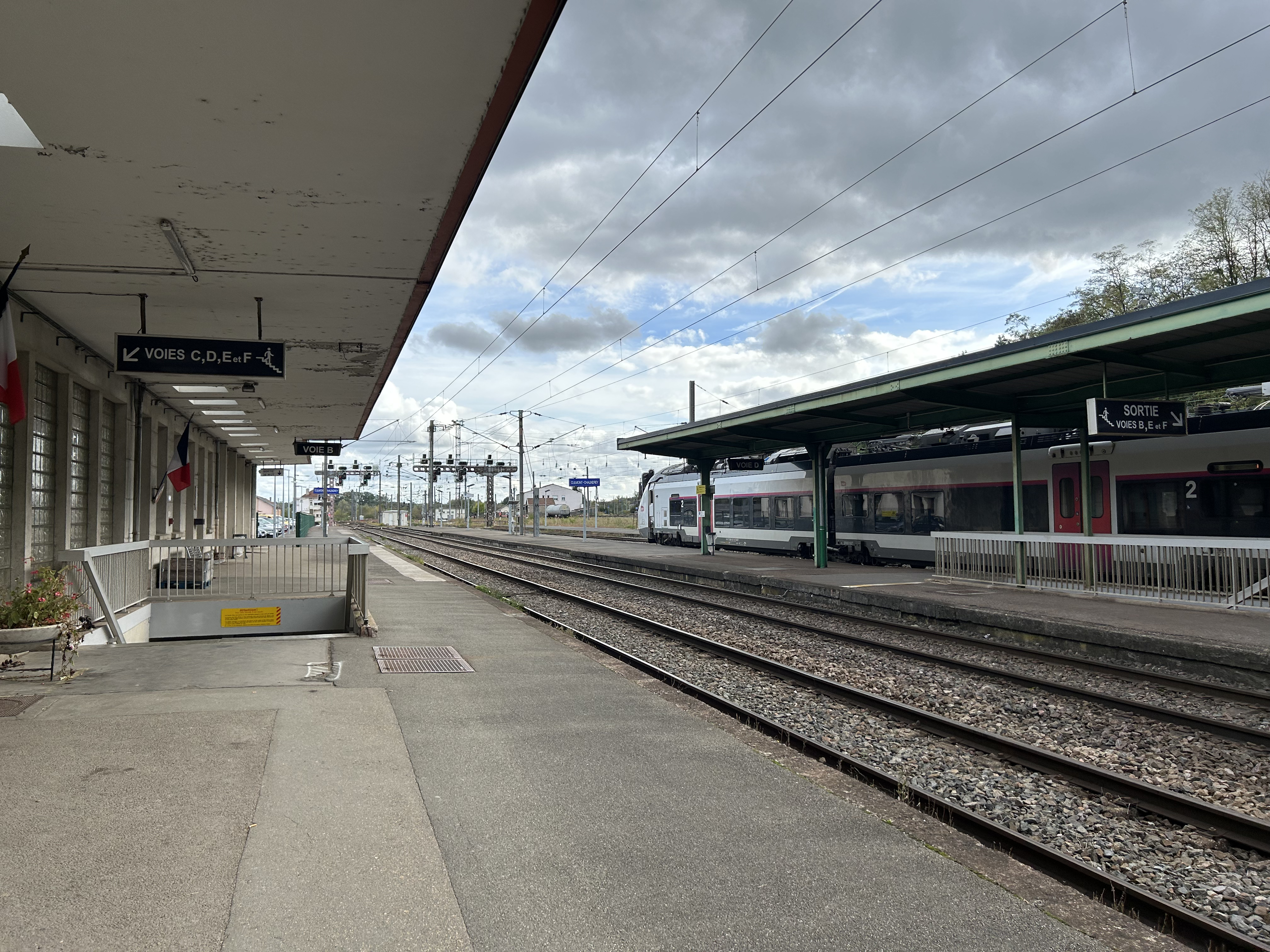
屈尔蒙-沙兰德雷站的站台

沙兰德雷位于巴黎—米卢斯铁路、屈尔蒙-沙兰德雷—图勒铁路、蒂耶河畔伊斯—屈尔蒙-沙兰德雷铁路和屈尔蒙-沙兰德雷—格雷铁路交汇处，是法国东部的一个铁路枢纽。屈尔蒙-沙兰德雷站位于沙兰德雷市区东北部，该站停靠巴黎—米卢斯和南锡—第戎两条线路的区域列车，部分班次可直通兰斯及维泰勒。

### 航空
沙兰德雷距离多勒机场的公路里程大约101公里。

### 城市公共交通
截至2024年11月，沙兰德雷暂无城市公共交通系统。

## 政治

### 市政内阁

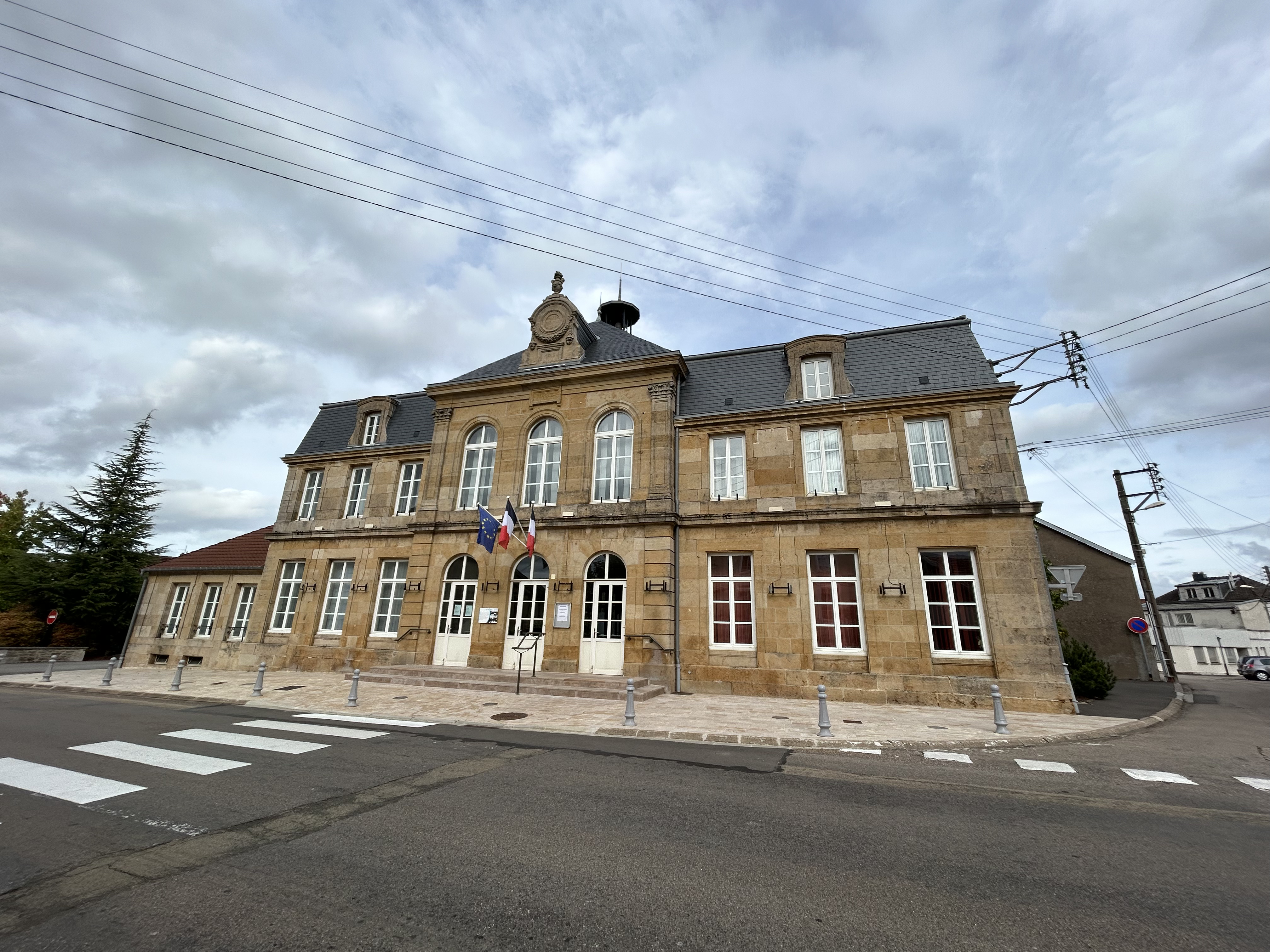
沙兰德雷市政厅

沙兰德雷的现任市长为让-皮埃尔·加尼耶先生（Jean-Pierre GARNIER），他是社会党的一名成员，在2020年的市政选举中获得了68.26%的支持率。
| 沙兰德雷历届市长 | 沙兰德雷历届市长                     | 沙兰德雷历届市长            |
| 任期             | 市长                                 | 党派                        |
| ---------------- | ------------------------------------ | --------------------------- |
| 1945年－1947年   | Alfred GUILLEMIN 阿尔弗雷德·吉耶曼   | 不详                        |
| 1947年－1950年   | Jules POLIN 朱尔·波林                | 不详                        |
| 1950年－1956年   | Gaston JACOBÉ 加斯东·雅科贝          | 不详                        |
| 1956年－1959年   | Robert THÉVENIN 罗贝尔·泰弗南        | 不详                        |
| 1959年－1983年   | Charles PERROT 夏尔·佩罗             | 不详                        |
| 1983年－1989年   | Joseph NORAZ 约瑟夫·诺拉             | 不详                        |
| 1989年－1995年   | René DUMONT 勒内·迪蒙                | PS社会党                    |
| 1995年－2014年   | Bernard DONNET 贝尔纳·多内           | DVD右翼无党派人士           |
| 2014年－         | Jean-Pierre GARNIER 让-皮埃尔·加尼耶 | DVG左翼无党派人士 →PS社会党 |

### 各级选举
| 沙兰德雷历届投票选举结果 | 沙兰德雷历届投票选举结果 | 沙兰德雷历届投票选举结果 | 沙兰德雷历届投票选举结果 | 沙兰德雷历届投票选举结果      | 沙兰德雷历届投票选举结果 | 沙兰德雷历届投票选举结果 | 沙兰德雷历届投票选举结果      | 沙兰德雷历届投票选举结果 | 沙兰德雷历届投票选举结果 |
| 选举项目                 | 选举范围                 | 选区单位                 | 选区单位内的选举结果     | 选区单位内的选举结果          | 选区单位内的选举结果     | 选区单位内的选举结果     | 选区单位内的选举结果          | 选区单位内的选举结果     | 参考资料                 |
| 选举项目                 | 选举范围                 | 选区单位                 | 第一轮胜出者             | 第一轮胜出者                  | 支持率                   | 第二轮胜出者             | 第二轮胜出者                  | 支持率                   | 参考资料                 |
| ------------------------ | ------------------------ | ------------------------ | ------------------------ | ----------------------------- | ------------------------ | ------------------------ | ----------------------------- | ------------------------ | ------------------------ |
| 2017年法國總統選舉       | 法國                     | 市镇                     |                          | 玛丽娜·勒庞                   | 28.6%                    |                          | 埃马纽埃尔·马克龙             | 53.22%                   | [ 25 ]                   |
| 2017年法国立法选举       | 上马恩省第一选区         | 市镇                     |                          | 贝朗热尔·阿巴                 | 28.8%                    |                          | 贝朗热尔·阿巴                 | 56.6%                    | [ 25 ]                   |
| 2019年欧洲议会选举       | 法國                     | 市镇                     |                          | 若尔丹·巴尔代拉               | 36.33%                   | （不适用）               | （不适用）                    | （不适用）               | [ 27 ]                   |
| 2021年法国省级选举       | 上马恩省                 | 县                       |                          | 贝尔纳·让德罗 韦罗妮克·米歇尔 | 38.89%                   |                          | 贝尔纳·让德罗 韦罗妮克·米歇尔 | 61.97%                   | [ 28 ] [ 29 ]            |
| 2021年法国省级选举       | 上马恩省                 | 市镇                     |                          | 贝尔纳·让德罗 韦罗妮克·米歇尔 | 38.92%                   |                          | 贝尔纳·让德罗 韦罗妮克·米歇尔 | 63.72%                   | [ 28 ] [ 29 ]            |
| 2021年法国大区选举       | 大東部大區               | 市镇                     |                          | 洛朗·雅各贝利                 | 24.7%                    |                          | 让·罗特纳                     | 35.4%                    | [ 30 ]                   |
| 2022年法国总统选举       | 法國                     | 市镇                     |                          | 玛丽娜·勒庞                   | 38.3%                    |                          | 玛丽娜·勒庞                   | 61.26%                   | [ 25 ]                   |
| 2022年法国立法选举       | 上马恩省第一选区         | 市镇                     |                          | 克里斯托夫·本茨               | 31.16%                   |                          | 克里斯托夫·本茨               | 59.78%                   | [ 25 ]                   |
| 2024年欧洲议会选举       | 法國                     | 市镇                     |                          | 若尔丹·巴尔代拉               | 50.26%                   | （不适用）               | （不适用）                    | （不适用）               | [ 25 ]                   |
| 2024年法国立法选举       | 上马恩省第一选区         | 市镇                     |                          | 克里斯托夫·本茨               | 55.02%                   |                          | 克里斯托夫·本茨               | 63.05%                   | [ 25 ]                   |

## 人口
2021年，沙兰德雷市镇人口数量为2,377，在法国排名第4,613位。其中男性1,168人，女性1,209人，75岁及以上人口占11.5%，外籍人口数量为36人，人口密度为119人/平方公里，当地居民被称为（男性）或（女性）。2022年，沙兰德雷境内出生19人，死亡人口28人。
| 沙兰德雷1901年－2021年人口变化情况 |
|                                    |
| 数据来源：Cassini、INSEE           |

## 经济
沙兰德雷是一个区域性的中心城市。截至2024年11月，沙兰德雷市镇范围内共有各类用人单位（包含自雇）249家，平均历史为21年，均为中小型企业（PME），2024年9月至11月间，当地的经济活力指数为0。（零售）、（塑料制品制造）及（汽车销售）是当地2022年已公布营业额最高的三个企业，分别为6,149,069欧元、4,831,025欧元和2,515,526欧元。

## 财政与居民收入
2022年，沙兰德雷的财政收入总额为2,259,120欧元，财政支出总额为1,906,570欧元，当年的债务总额为1,772,120欧元。2022年，沙兰德雷市镇通过增值税获得205,400欧元的收入，此外当地还共获得了679,970欧元的国家直接财政补助。
| 沙兰德雷居民收入情况                             | 沙兰德雷居民收入情况 | 沙兰德雷居民收入情况  | 沙兰德雷居民收入情况 |
| 内容                                             | 沙兰德雷             | 法国                  | 统计年份             |
| ------------------------------------------------ | -------------------- | --------------------- | -------------------- |
| 征税家庭总数                                     | 1,163                | 1,081（法国市镇平均） | 2022年               |
| 居民平均月收入                                   | 1,980欧元            | 2,435欧元             | 2022年               |
| 高级职员人均月收入                               | 2,925欧元            | 4,331欧元             | 2021年               |
| 中级职员人均月收入                               | 2,279欧元            | 2,470欧元             | 2021年               |
| 普通职员人均月收入                               | 1,656欧元            | 1,801欧元             | 2021年               |
| 贫困率                                           | 16%                  | 14.5%                 | 2020年               |
| 青壮年（15至64岁）失业率                         | 11.5%                | 7.4%                  | 2020年               |
| 征税家庭数量占比                                 | 38.1%                | 45.5%                 | 2020年               |
| 家庭年均纳税                                     | 1,729欧元            | 4,393欧元             | 2022年               |
| 资料来源：INSEE、L'Internaute、Le Journal du Net |                      |                       |                      |

## 社会事务

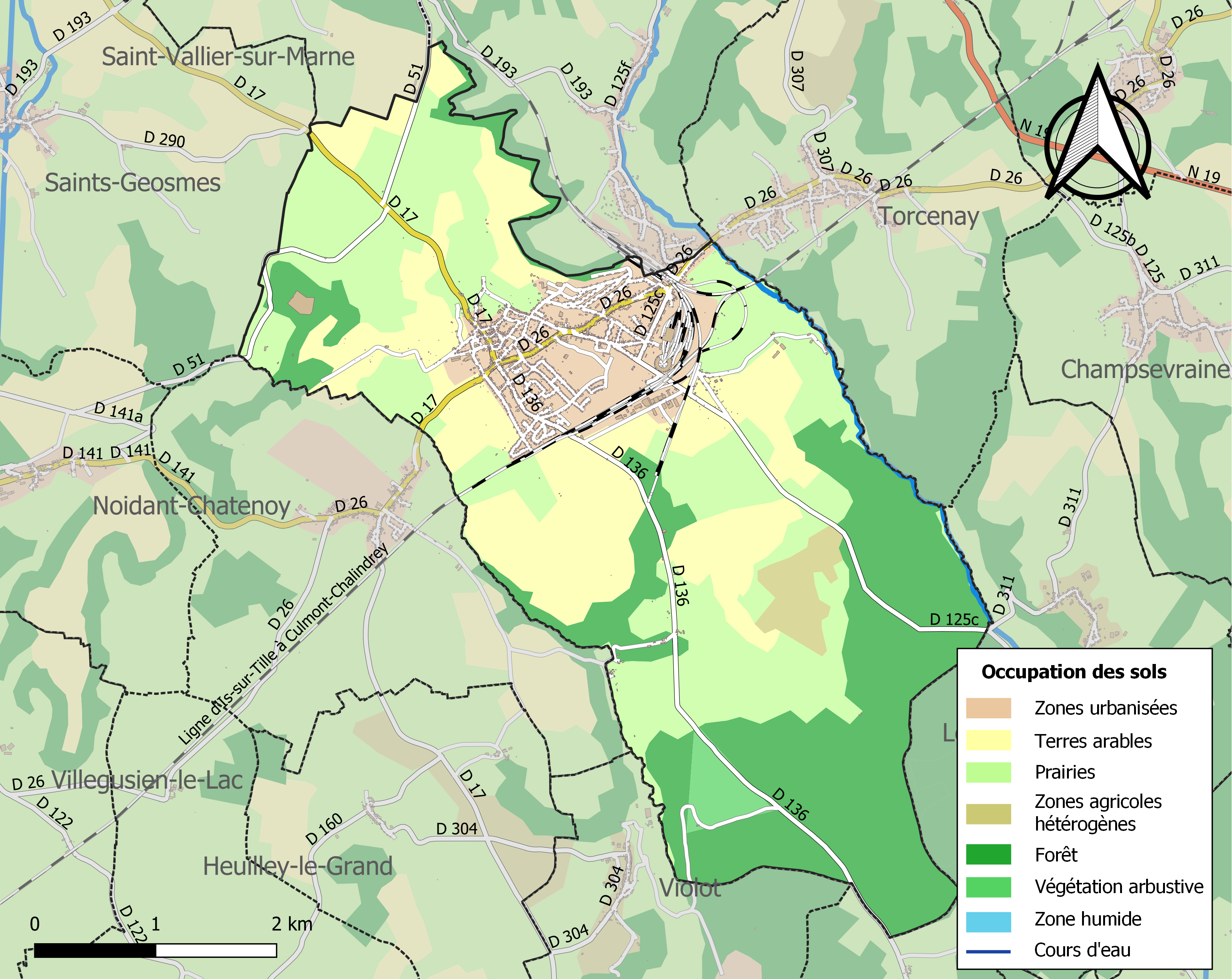
沙兰德雷土地利用情况地图

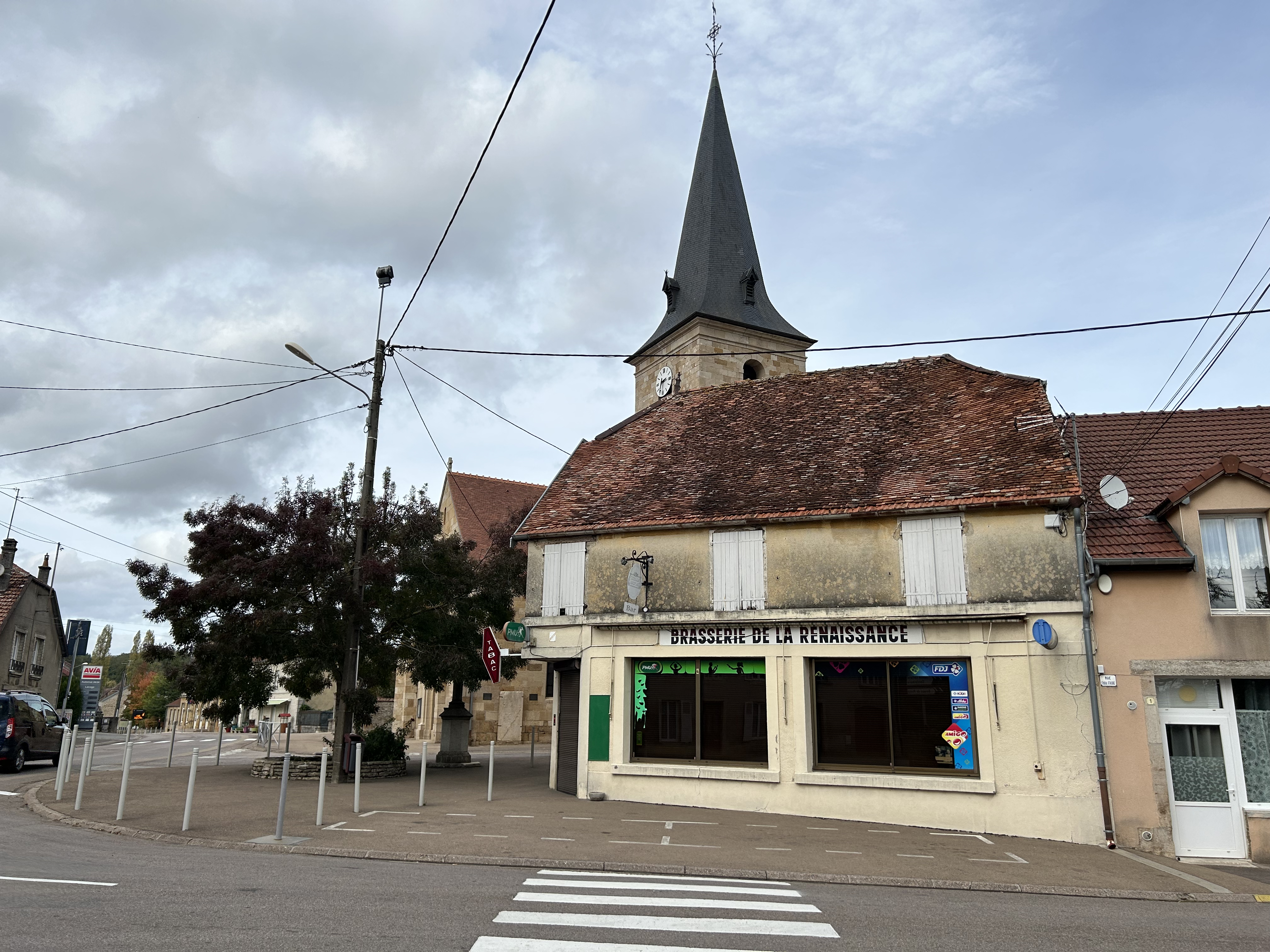
镇中心的一处商铺

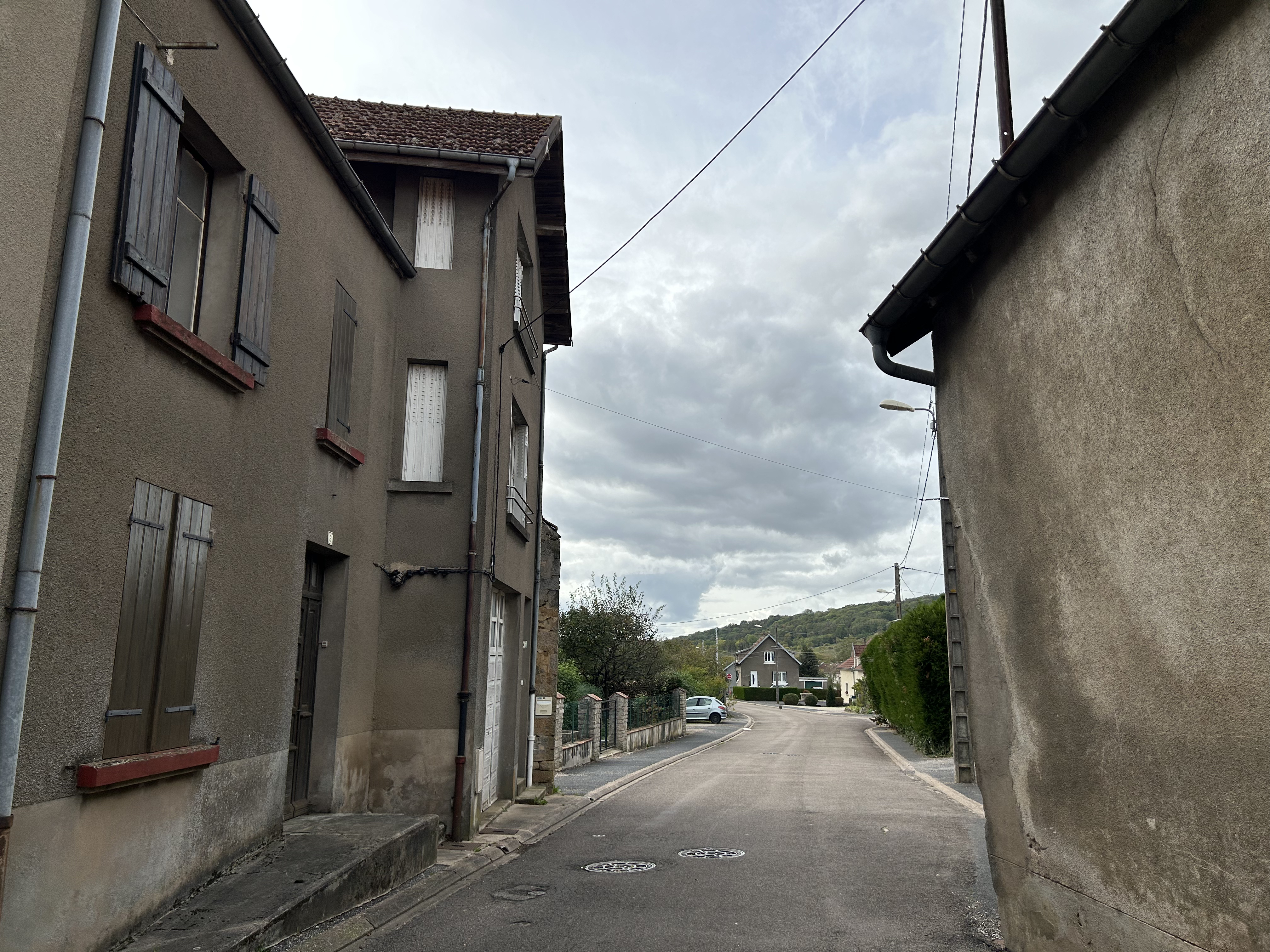
库尔贝上将街两侧的民居

### 教育
沙兰德雷属于兰斯学区。截至2023年1月1日，沙兰德雷境内共有1所小学和1所初级中学。2022至2023学年度，沙兰德雷境内共有在校中等教育阶段学生190名。

### 医疗
截至2023年1月1日，沙兰德雷境内共有全科医生4名、保健师3名、牙医1名、护士6名和药房1家。
距离沙兰德雷最近的区域性医疗机构为朗格勒中心医院（Centre Hospitalier de Langres），其主病区医院位于朗格勒市区北部，距离沙兰德雷市区的正常车程大约14分钟，该院设有床位147个。

### 住房
2021年，沙兰德雷境内共有各类住房1,394套，其中73.1%为独立式住宅，26.5%为集中式住宅。常住房屋占沙兰德雷市镇范围内居民建筑总量的87.0%。
在住房保障政策方面，2023年，沙兰德雷境内共有410户家庭获得了家庭津贴补助，受益人数占总人口数量的17.2%，其中190份为房租补助。

### 商业
2021年，沙兰德雷境内共有各类实体商铺54家，其中餐厅6家、大型超市2家、杂货店2家、面包房3家、肉铺1家、装饰品店2家、银行门店2家、美容美发店3家、汽车维修店7家。沙兰德雷镇中心建有一家Intermarché超市，市区东部则有一家Colruyt超市。

### 体育
2023年，沙兰德雷境内共有1间体育馆、2处网球场、1处足球或橄榄球场以及2处篮球或排球场。
截至2024年11月，沙兰德雷铁道工体育俱乐部（Cheminots Sportifs de Chalindrey，编号500421）是沙兰德雷境内唯一的一家注册足球俱乐部，成立于1912年，其主队2024至2025赛季参加大东部大区足球联赛丙组（法国第八级别），其主场为罗朗·拉绍球场（Stade Roland Lachaux）。

### 环境
沙兰德雷的环境事务由其所属的萨瓦尔费尔市镇公共社区联合各级政府协调负责。2021年，沙兰德雷境内共有2家污染企业。

### 治安
2021年，沙兰德雷市镇范围内有1处宪兵队。
2023年，沙兰德雷市镇范围内累计记录各类案件71起，其中盗窃类案件12起，人身侵犯类案件31起，毒品交易类案件1起。

## 文化

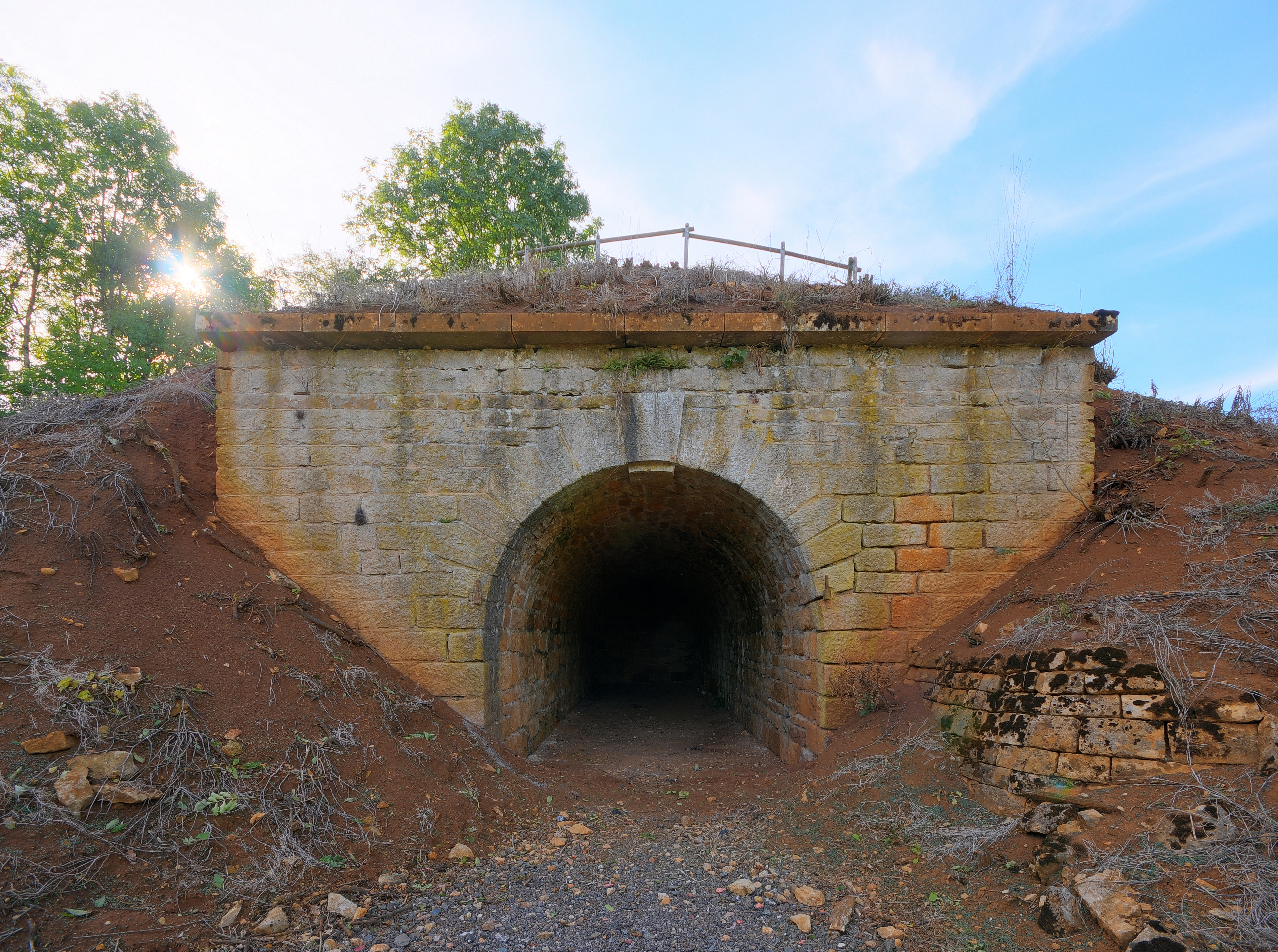
科涅洛堡

2023年，沙兰德雷境内共有1家电影院。沙兰德雷境内建有洛林社会团体多媒体中心（Médiathèque Casi Lorraine），每周一至五向公众开放。

### 建筑
沙兰德雷境内有多处历史建筑，其中科涅洛堡为法国国家文物保护单位，此外镇中心的圣让古尔夫教堂（Église Saint Gengoulf）是当地的地标性建筑物。

### 旅游
沙兰德雷的旅游事务由其所属的萨瓦尔费尔市镇公共社区联合各级政府协调负责。2024年，沙兰德雷境内暂无任何游客接待设施。

### 媒体
法国主要的媒体均可在沙兰德雷接收，法国电视三台下属的大东部大区频道在部分时段播出沙兰德雷所在上马恩省的地方新闻。《上马恩省日报》、《上马恩之声》、蓝色法兰西香槟-阿登广播、香槟广播等是当地主要的地方性媒体。

## 友好城市
截至2024年11月，沙兰德雷暂未与任何城市建立友好城市关系。